# Barrage Lower Sesan 2
Le barrage Lower Sesan 2 est un barrage hydroélectrique construit sur la rivière Tonlé San, dans la province de Stung Treng au Cambodge. Livré en 2018, il s'agit du barrage le plus puissant du pays, avec une puissance installée de 400 MW.

## Histoire
Le barrage Lower Sesan 2 a été construit par un consortium composé de la compagnie chinoise Hydrolancang International Energy (51% des parts), de la compagnie cambodgienne Royal Group (39%), et du groupe vietnamien EVN International (10%), pour un coût de 700 millions d'euros. À la fin de la concession de 40 ans, le barrage appartiendra au Cambodge. 
Le barrage a été inauguré par le Premier Ministre cambodgien Hun Sen en décembre 2018. 